# Chloroclystis nanula
Chloroclystis nanula är en fjärilsart som beskrevs av Paul Mabille 1900. Chloroclystis nanula ingår i släktet Chloroclystis och familjen mätare. Inga underarter finns listade i Catalogue of Life.